# 1684
1684 (MDCLXXXIV) fue un año bisiesto comenzado en sábado, según el calendario gregoriano.

## Acontecimientos
- Supresión de la Asamblea de Massachusetts
- Gottfried Leibniz publica Nova Methodus pro Maximis et Minimis, el primer libro sobre cálculo.

## Nacimientos
- 15 de abril: Catalina I, emperatriz rusa entre 1725 y 1727 (f. 1727).
- 17 de julio:  Iceareo di Medicci, pintor renacentista de origen francés.
- 10 de octubre: Antoine Watteau, pintor francés (f. 1721).
- 13 de diciembre: Ludvig Holberg, escritor danés (f. 1754).
- Fecha desconocida: François d'Agincourt, compositor, clavecinista y organista francés (f. 1758).

## Fallecimientos
- 6 de abril: Domenico Maria Canuti, pintor italiano (n. 1625).
- 12 de mayo: Edme Mariotte, físico francés (n. 1620).
- 1 de octubre: Pierre Corneille, dramaturgo francés (n. 1604).
- 29 de octubre: Antonio Vera Mujica, militar, explorador y conquistador hispanoargentino (n. 1620).